# L'Apprentie maman
 (août 2017).
Si vous disposez d'ouvrages ou d'articles de référence ou si vous connaissez des sites web de qualité traitant du thème abordé ici, merci de compléter l'article en donnant les références utiles à sa vérifiabilité et en les liant à la section « Notes et références ».
L'Apprentie maman (Instant Mom) est une série télévisée américaine créée par Jessica Butler et Warren Bell, diffusée du 29 septembre 2013 au 19 décembre 2015 sur Nickelodeon pour les deux premières saisons, et TV Land pour la troisième.
En France, elle est diffusée depuis le 28 août 2017 sur Nickelodeon Teen et le 7 octobre 2017 sur BET. Elle reste inédite dans les autres pays francophones.

## Synopsis
À Philadelphie, Stephanie Phillips est une blogueuse et une fêtarde, qui doit réduire considérablement son mode de vie lorsqu'elle épouse Charlie Phillips, un homme plus âgé avec trois enfants. Elle doit maintenant être mère des trois enfants de Charlie. Stephanie doit rapidement apprendre à devenir une belle-mère à plein temps avec l'aide de sa mère Maggie, tout en essayant de maintenir sa vie sociale active.

## Distribution
- Tia Mowry-Hardrict (VF : Magali Mestre) : Stephanie Turner-Phillips
- Michael Boatman (VF : Jean-Didier Aïssy) : Charlie Phillips
- Sheryl Lee Ralph (VF : Isabelle Bres) : Maggie Turner
- Sydney Park (VF : Sophie Ostria) : Gabrielle « Gabby » Beatrice Phillips
- Tylen Jacob Williams (VF : Faye Hadley) : James Phillips
- Damarr Calhoun (VF : Isabelle Bres) : Aaron Phillips

## Production

### Fiche technique
- Titre original : Instant Mom
- Titre français : L'Apprentie Maman
- Création : Jessica Butler, Warren Bell
- Réalisation : Howard Michael Gould
- Musique : The Transcenders
- Production : Tia Mowry-Hardrict, Howard Michael Gould (exécutive), Aaron Kaplan (exécutive)
- Société(s) de production : Stockholm Syndrome, Kapital Entertainment, Nickelodeon Productions
- Pays d'origine :  États-Unis
- Langue : Anglais
- Genre : Sitcom et famille
- Durée : 20–22 minutes

## Épisodes
| Saison           | Saison | Épisodes | États-Unis        | États-Unis       | États-Unis  | France           | France           | France           |
| Saison           | Saison | Épisodes | Début de saison   | Fin de saison    | Chaîne      | Début de saison  | Fin de saison    | Chaîne           |
| ---------------- | ------ | -------- | ----------------- | ---------------- | ----------- | ---------------- | ---------------- | ---------------- |
|                  | 1      | 23       | 29 septembre 2013 | 21 juin 2014     | Nickelodeon | 28 août 2017     | 2 octobre 2017   | Nickelodeon Teen |
| 7 octobre 2017   | 1      | 23       | 29 septembre 2013 | 21 juin 2014     | Nickelodeon | 16 octobre 2017  | BET              |                  |
|                  | 2      | 16       | 2 octobre 2014    | 3 juin 2015      | Nickelodeon | 20 novembre 2017 | BET              | 1er février 2018 |
| 1er janvier 2018 | 2      | 16       | 2 octobre 2014    | 3 juin 2015      | Nickelodeon | Nickelodeon Teen |                  | 1er février 2018 |
|                  | 3      | 26       | 19 septembre 2015 | 19 décembre 2015 | TV Land     | 2 février 2018   | 21 février 2018  | BET              |
| 9 avril 2018     | 3      | 26       | 19 septembre 2015 | 19 décembre 2015 | TV Land     | 9 mai 2018       | Nickelodeon Teen |                  |

### Première saison (2013-2014)
En France : L'Apprentie Maman c'est du lundi au vendredi à 19h50 sur Nickelodeon Teen et à partir du 7 octobre 2017 sur BET.
| №  | #  | Titre français                        | Titre original                      | Diffusions française | Diffusions originale | Code prod. |
| -- | -- | ------------------------------------- | ----------------------------------- | -------------------- | -------------------- | ---------- |
| 1  | 1  | Famille surprise                      | Pilot                               | 28 août 2017         | 29 septembre 2013    | 101        |
| 2  | 2  | La ronde des menteurs                 | The Lying Game                      | 4 septembre 2017     | 6 octobre 2013       | 106        |
| 3  | 3  | Mère d’orchestre                      | Harp & Soul                         | 30 août 2017         | 13 octobre 2013      | 103        |
| 4  | 4  | Le diable mesure un mètre dix         | Forty-Two Inches of Pure Evil       | 1er septembre 2017   | 20 octobre 2013      | 105        |
| 5  | 5  | L'anti rencard                        | Not a Date                          | 6 septembre 2017     | 27 octobre 2013      | 108        |
| 6  | 6  | Une maman Rock'n'Roll                 | Rock Mom                            | 8 septembre 2017     | 3 novembre 2013      | 110        |
| 7  | 7  | Danse avec les louves                 | Dances with She-Wolves              | 31 août 2017         | 10 novembre 2013     | 104        |
| 8  | 8  | Blogueuse un jour, blogueuse toujours | In Blog We Trust                    | 29 août 2017         | 24 novembre 2013     | 102        |
| 9  | 9  | La Maggie de Noël                     | The Gift of the Maggies             | 14 septembre 2017    | 8 décembre 2013      | 114        |
| 10 | 10 | Vacances à domicile                   | Staycation                          | 7 septembre 2017     | 5 janvier 2014       | 109        |
| 11 | 11 | La baby-sister                        | Babysit This                        | 11 septembre 2017    | 12 janvier 2014      | 111        |
| 12 | 12 | Dîner de l’extrême                    | Dine Hard                           | 13 septembre 2017    | 19 janvier 2014      | 113        |
| 13 | 13 | Bijoux de famille                     | True Romance                        | 18 septembre 2017    | 9 février 2014       | 116        |
| 14 | 14 | Le choix des enfants                  | A Kids' Choice                      | 2 octobre 2017       | 29 mars 2014         | 126        |
| 15 | 15 | Tout travail mérite salaire           | Chore Money, Chore Problems         | 21 septembre 2017    | 3 avril 2014         | 119        |
| 16 | 16 | Requiem pour M. Poil-Poil             | Requiem for Mr. Floppity            | 12 septembre 2017    | 10 avril 2014        | 112        |
| 17 | 17 | Fripe-frac                            | Buy Any Jeans Necessary             | 15 septembre 2017    | 17 avril 2014        | 115        |
| 18 | 18 | Maman à distance                      | Distant Mom                         | 22 septembre 2017    | 24 avril 2014        | 120        |
| 19 | 19 | Les campeurs de l'extrême             | Camp Fear                           | 19 septembre 2017    | 1er mai 2014         | 117        |
| 20 | 20 | La fête des vraies mères              | Not Your Mother's Day               | 29 septembre 2017    | 8 mai 2014           | 125        |
| 21 | 21 | L’enchère de la dernière chance       | The Last Auction Hero               | 26 septembre 2017    | 29 mai 2014          | 122        |
| 22 | 22 | 48 heures                             | 48 Hours                            | 5 septembre 2017     | 5 juin 2014          | 107        |
| 23 | 23 | Une vieille connaissance              | Should Old Acquaintance Be for Hire | 27 septembre 2017    | 12 juin 2014         | 123        |

### Deuxième saison (2014-2015)
En France : La deuxième saison est diffusée à partir du 20 novembre 2017 sur BET et le 1er janvier 2018 sur Nickelodeon Teen.
| №  | #  | Titre français                        | Titre original             | Diffusions française   | Diffusions originale | Code prod. |
| -- | -- | ------------------------------------- | -------------------------- | ---------------------- | -------------------- | ---------- |
| 24 | 1  | Le retour de Sanders                  | Sanders Again              | 21 novembre 2017 (BET) | 2 octobre 2014       | 203        |
| 25 | 2  | Un œuf avec un tout autre nom         | An Egg by Any Other Name   | 20 septembre 2017      | 9 octobre 2014       | 118        |
| 26 | 3  | La soirée jeux                        | Gabby's Game Boy           | 20 novembre 2017 (BET) | 16 octobre 2014      | 201        |
| 27 | 4  | Halloween un jour, Halloween toujours | Children of the Candy Corn | 23 novembre 2017 (BET) | 23 octobre 2014      | 207        |
| 28 | 5  | Prof d'histoire et histoire de profs  | Teacher's Pest             | 22 novembre 2017 (BET) | 6 novembre 2014      | 204        |
| 29 | 6  | James devient pro                     | James Goes Pro             | 21 novembre 2017 (BET) | 13 novembre 2014     | 202        |
| 30 | 7  | Des dents parfaites                   | Drill Team                 | 22 novembre 2017 (BET) | 20 novembre 2014     | 205        |
| 31 | 8  | Mécanique populaire                   | Popular Mechanics          | 24 novembre 2017 (BET) | 4 décembre 2014      | 209        |
| 32 | 9  | Pas de fête à la maison               | Not Full House             | 24 novembre 2017 (BET) | 15 avril 2015        | 208        |
| 33 | 10 | Savoir se remettre en selle           | How You Bike Me Now        | 28 septembre 2017      | 22 avril 2015        | 124        |
| 34 | 11 | Les pires 16 ans du monde             | My Stupid Sweet Sixteen    | 28 novembre 2017 (BET) | 29 avril 2015        | 213        |
| 35 | 12 | Le monstre hurleur                    | Yelly Monster              | 25 septembre 2017      | 6 mai 2015           | 121        |
| 36 | 13 | Les enfants modèles                   | Ain't Misbehavin' or Else  | 27 novembre 2017 (BET) | 13 mai 2015          | 210        |
| 37 | 14 | Le bal de promo                       | Instant Prom               | 28 novembre 2017 (BET) | 20 mai 2015          | 212        |
| 38 | 15 | Telle mère, telle fille               | Don't Worry, Be Maggie     | 27 novembre 2017 (BET) | 27 mai 2015          | 211        |
| 39 | 16 | Fais-moi peur                         | Ghost Busted               | 23 novembre 2017 (BET) | 3 juin 2015          | 206        |

### Troisième saison (2015)
| №  | #  | Titre français                       | Titre original            | Diffusions française    | Diffusions originale | Code prod. |
| -- | -- | ------------------------------------ | ------------------------- | ----------------------- | -------------------- | ---------- |
| 40 | 1  | Fais-moi peur                        | Fear Factor               | 5 février 2018 (BET)    | 19 septembre 2015    | 303        |
| 41 | 2  | Le mystère Maggie                    | Mysteries of Maggie       | 6 février 2018 (BET)    | 19 septembre 2015    | 306        |
| 42 | 3  | L'arche des idiots                   | Ship of Fool              | 12 février 2018 (BET)   | 26 septembre 2015    | 312        |
| 43 | 4  | La guerre des mômes                  | No Retreat, No Surrender  | 30 novembre 2017 (BET)  | 26 septembre 2015    | 216        |
| 44 | 5  | Bawamo Shazam                        | Bawamo Shazam             | 5 février 2018 (BET)    | 3 octobre 2015       | 304        |
| 45 | 6  | Conduite accompagnée                 | Driving Ms. Crazy         | 1er décembre 2017 (BET) | 3 octobre 2015       | 219        |
| 46 | 7  | L'ordre des choses                   | Basket Case               | 2 février 2018 (BET)    | 10 octobre 2015      | 302        |
| 47 | 8  | L’amour est aveugle                  | Turning a Blind Eye       | 1er décembre 2017 (BET) | 10 octobre 2015      | 218        |
| 48 | 9  | Tombeur président                    | Thumper for President     | 1er décembre 2017 (BET) | 17 octobre 2015      | 217        |
| 49 | 10 | À la vraie femme, vrai sac           | Bag Lady                  | 29 novembre 2017 (BET)  | 17 octobre 2015      | 215        |
| 50 | 11 | Immunité                             | Off the Hook              | 2 février 2018 (BET)    | 24 octobre 2015      | 301        |
| 51 | 12 | Jamal contre-attaque                 | Jamal in the Family       | 9 février 2018 (BET)    | 24 octobre 2015      | 311        |
| 52 | 13 | Dommages collatéraux                 | Friendly Fire             | 29 novembre 2017 (BET)  | 31 octobre 2015      | 214        |
| 53 | 14 | Amour, gloire & Gabby                | Two Guys and a Gabby      | 1er février 2018        | 31 octobre 2015      | 220        |
| 54 | 15 | L'habit ne fait pas le James         | Crimes of Fashion         | 8 février 2018 (BET)    | 7 novembre 2015      | 309        |
| 55 | 16 | Les maths dépotent                   | Smarty Bowl               | 7 février 2018 (BET)    | 7 novembre 2015      | 308        |
| 56 | 17 | Examen de conscience                 | S-A-Tease                 | 13 février 2018 (BET)   | 14 novembre 2015     | 313        |
| 57 | 18 | Incident international               | International Incident    | 9 février 2018 (BET)    | 14 novembre 2015     | 310        |
| 58 | 19 | Le business du siècle                | Yoot There It Is          | 16 février 2018 (BET)   | 21 novembre 2015     | 316        |
| 59 | 20 | Une famille modèle                   | Walk Like a Boy           | 14 février 2018 (BET)   | 21 novembre 2015     | 314        |
| 60 | 21 | Jour de paye                         | Dollar Sign               | 15 février 2018 (BET)   | 5 décembre 2015      | 315        |
| 61 | 22 | Coup de cafard                       | Bug Out                   | 7 février 2018 (BET)    | 5 décembre 2015      | 307        |
| 62 | 23 | Jouer avec le feu                    | Playa Hata                | 20 février 2018 (BET)   | 12 décembre 2015     | 318        |
| 63 | 24 | Gestion de crise                     | Hourly Rage               | 6 février 2018 (BET)    | 12 décembre 2015     | 305        |
| 64 | 25 | Maudit Puzzle                        | Gone Batty                | 19 février 2018 (BET)   | 19 décembre 2015     | 317        |
| 65 | 26 | Toutes les bonnes choses ont une fin | Ain't Over Till It's Over | 21 février 2018 (BET)   | 19 décembre 2015     | 319        |

## Univers de la série

### Personnages
- Stéphanie Turner-Phillips est la nouvelle épouse de Charlie. Elle est la belle-mère de Gabby, James et Aaron, les enfants de Charlie, et essaye d'être la meilleure qu'elle puisse être. Elle est une blogueuse culinaire et une organisatrice de fêtes.
- Charlie Phillips est l'époux de Stéphanie qui est médecin et père de trois enfants par sa première femme. Il est souvent négatif.
- Maggie Turner est la mère de Stéphanie et elle se mêle souvent à la vie personnelle de sa fille.
- Gabrielle « Gabby » Beatrice Phillips est l'aînée et la seule fille de Charlie. Elle a 14 ans au début de la série et, comme beaucoup d'autres adolescentes superficielles, elle est très intéressée par la mode et le maquillage. Elle est également une étudiante très intelligente. Elle est considérée comme la personne la plus belle, la plus intelligente, populaire et talentueuse. Mais malgré ça, elle est vite vexée, comme tous les adolescents de son âge. Ce qui énerve sa famille, surtout Stephanie, qui a du mal avec l'autorité.
- James Phillips est le fils aîné. Il est connu comme le farceur de la famille, et fait souvent des farces à son frère, sa sœur et ses parents. Il ne l'admet pas, mais il envie la supériorité et la popularité de Gabby et tente de lui faire des farces, souvent en les faisant rediriger vers lui. Il est passionné par l'argent et souvent vole le porte-monnaie de son père.
- Aaron Phillips est le jeune frère de Gabby et James. Il est considéré comme l'enfant le plus mignon et drôle parmi tous les membres de la famille. Quand il s'en rend compte, il commence à essayer de l'utiliser à son avantage.

## Accueil

### Distinctions

#### Récompenses et nominations
| Année | Prix                            | Catégorie | Résultat   |
| ----- | ------------------------------- | --------- | ---------- |
| 2014  | 20th Annual NAMIC Vision Awards | Comédie   | Lauréat    |
| 2015  | 21st Annual NAMIC Vision Awards | Comédie   | Nomination |